# Annie Anzouer
Annie Anzouer est une artiste, chanteuse et restauratrice camerounaise. Elle débute avec le groupe Zangaléwa. Bikutsi et Makossa font partie de son genre musical.

## Biographie

### Enfance et débuts
Annie Anzouer voit le jour le 15 mai 1967 à Lolodorf, ancienne ville coloniale du département de l’Océan dans la région du Sud du Cameroun. Son éducation protestante ressort dans ses chansons.
Ses débuts sont liés au hasard d'une rencontre avec un étudiant, Roger Owona, en 1986 qui répétait dans une chambre universitaire avant sa première scène dans l'Amphi 700 de l’université de Yaoundé I.
Un casting remporté en 1987 lui permet d'accompagner en tournée, comme choriste, George Séba, alors ponte de la musique camerounaise. Son interprétation de Nguiamba d'Anne-Marie Nzié lui vaut une reconnaissance de ses aînés. Elle intègre The Golden Sounds, l'orchestre de la garde présidentielle camerounaise.
Influences : Anne-Marie Nzié, Myriam Makeba, Patience Dabany, Nina Simone, Ella Fitzgerald.
Auteur, compositrice, chanteuse, Annie Anzouer travaille avec divers artistes et groupes dont Patience Dabany, Kwassio Band et Zangalewa avant d’embrasser une carrière solo.

### Carrière
Elle a été gérante d’un cabaret de Douala. Elle a signé plusieurs albums.

#### Avec Zangalewa
- Maladie difficile à soigner en 1989 avec le groupe The Golden Sounds. Le succès de cette chanson et la tournée qui suit assoient la célébrité d' Annie.
- Un Bébé en 1991 est la confirmation; le groupe s’appelle désormais Zangalewa.

#### Solo
Annie Anzouer entreprend une carrière solo à la fin de 1991. 
En 1994 son premier album solo, Variations, fait connaitre la «Petite Sirène de Kribi» comme chanteuse à voix.
Entre 2002 et 2004, Annie Anzouer exerce comme promotrice culturelle et directrice artistique. À Douala, dans le Cabaret Music Hall «La Pêche», elle offre des spectacles avec Ben Decca, Lapiro de Mbanga, Ekambi Brillant, Charlotte Mbango, Papa Zoé, Douleur, Papa Wemba, Francky Vincent, Jocelyne Labylle.
En 2005, elle participe à l’organisation d’ateliers de chant en milieux scolaires. 
En 2009, dans une série de représentations comme membre d’une comédie musicale en France, elle met en musique des textes de Léopold Sédar Senghor et Arthur Rimbaud. Sa reprise d’un poème de Rimbaud lui vaut les acclamations du public.

## Œuvres

### Vidéos
- Zangalewa- Un Bébé (avec Annie Anzouer)

### Discographie
Albums
- Variations en 1994,
- Visado en 1997,
- Si Mayala en 2004,
- A bosso en 2010

Single
- Mon Héros
- Souviens-Toi (avec Tom Yoms)
- Maladie Difficile à soigner (avec Zangalewa)
- Nyanga
- Ces Choses-là
- Tchombe ft. Jack Anzouer

## Vie privée
À l’âge de 16 ans, Annie Anzouer connait sa première maternité. Mariée, ensuite divorcée, elle fait la connaissance de son père alors qu'elle a 43 ans. 